# Route nationale 321
Die Route nationale 321, kurz N 321 oder RN 321, war eine französische Nationalstraße, die 1933 zwischen Elbeuf und Forges-les-Eaux festgelegt wurde. 1973 erfolgte die Abstufung zu Département-Straße. 1978 wurde die N311A in N321 umgenummert. 1991 erfolgte die Abstufung der zwischen Houilles und Le Chesnay verlaufenden Straße zu D321.